# 老閘区
老閘区（ほうらい-く）は中華人民共和国上海市にかつて存在した区。現在の黄浦区の一部に相当する。

## 歴史
1945年（民国34年）、滬南区より分割され設置された。1956年に廃止され、管轄区域は黄浦区に統合された。